# Phare de Point Fermin
Le phare de Point Fermin est un phare situé à San Pedro, dans le Comté de Los Angeles (État de la Californie), aux États-Unis. Il est désactivé depuis 1942.
Ce phare était géré par la Garde côtière américaine, et les phares de l'État de Californie sont entretenues par le District 11 de la Garde côtière .
Il est inscrit au Registre national des lieux historiques depuis le 13 juin 1972 .

## Histoire
Le phare a été construit en 1874 et conçu par Paul J. Pelz (en) , qui a également conçu des phares identiques comme le phare d'East Brother Island , le phare de Mare Island ou l'ancien phare de Point Hueneme.... En 1941, la lumière a été occultée à cause du bombardement de Pearl Harbor.
La lentille de Fresnel d'origine de 4e ordre a été enlevée en 1942 et une réplique en bois de lanterne a été réinstallée en 1974. Le phare a été sauvé de la démolition en 1972 et rénové en 1974 et une nouvelle pièce de lanterne a été construite par les bénévoles locaux. La lentille de Fresnel a été retrouvée, le 13 novembre 2006, et sert en exposition dans le musée du phare.

## Description
Le phare a été construit en bois de séquoia.
Le phare est une tour carrée, avec galerie et lanterne, qui mesure 9 m de haut, surplombant une maison de deux étages. Il émettait, à une hauteur focale de 37 m, un éclat blanc toutes les 10 secondes.
Le bâtiment a été restauré dans son état original et est ouvert au public en tant que site historique et musée du phare de Point Fermin. Le phare est ouvert au public sauf le lundi et les jours fériés.

## Dans la culture populaire
- Le phare apparaît dans le jeu vidéo Grand Theft Auto 5 sous le nom de phare de El Gordo.

Identifiant : ARLHS : USA-621 - Amirauté : G3794 - USCG : 6-0140 .
|              |
| Point Fermin |

|              |
| Point Fermin |

|          |
| Le phare |

### Lien connexe
- Liste des phares de la Californie